# Cesta mágů

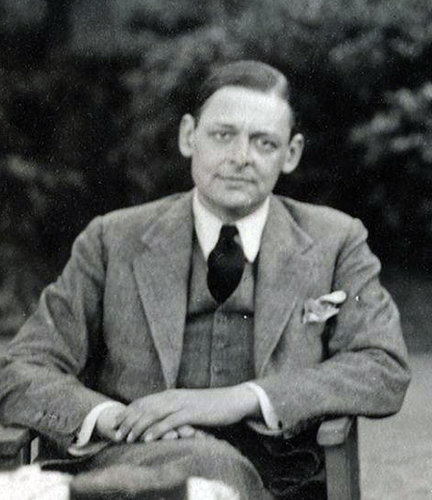
T. S. Eliot

Cesta mágů (1927, Journey of the Magi) je báseň anglického básníka T. S. Eliota (1888–1965), kterou napsal v roce 1927. Je jednou z pěti básní, kterými Eliot přispěl do série 38 pamfletů různých autorů, kterou nazvali Ariel poems. Cesta mágů byla uveřejněna v srpnu 1927 a byla osmou v pořadí v této sbírce, doplněná ilustracemi amerického umělce Edwarda McKnighta Kauffera (1890–1954).
Báseň je psána z pohledu jednoho z mágů, který ve třech slokách popisuje svůj pohled na cestu, kterou se rozhodli podstoupit. Nejprve popisuje cestu jako takovou, včetně obtíží a pochybností, kterými byli vystaveni. V druhé sloce, plné obrazů a metafor odkazujících na Krista, je popsáno dosažení cíle cesty, jehož plné pochopení přichází následně ve třetí sloce, kde je vykreslen kontrast mezi "světem mágů" a setkáním s narozeným Kristem. Báseň byla napsána krátce poté, co byl T. S. Eliot pokřtěn v anglikánské církvi, a vzhledem k množství autobiografických referencí lze v básni vidět i Eliotovo vlastní obrácení.

## Ukázka
Chladnou z toho pouť jsme měli,
prostě ten nejhorší čas v roce
na cestu, a tak dlouhou cestu:
stezky zrádné a počasí drsné,
vprostřed nejhlubší zimy.
A velbloudi podráždění, s bolavými nohami, vzdorovití,
uléhali do tajícího sněhu.
Byly chvíle, kdy jsme si stýskali
po letních palácích na stráních, po terasách
a po hebkých dívkách nosících sorbet.